# Sterne à longues pattes
Gelochelidon macrotarsa
Espèce
Statut de conservation UICN

LC : Préoccupation mineure
La Sterne à longues pattes (Gelochelidon macrotarsa) est une espèce de sternes de la famille des Laridae.

## Répartition
Cet oiseau est répandu en Australie ; son aire d'hivernage s'étend au littoral sud de la Nouvelle-Guinée.

## Comportement
Cette espèce niche en colonies sur les lacs, les marais et les côtes. Elle niche dans un trou au sol et pond de deux à cinq œufs.
Il s'agit d'une sterne quelque peu atypique, en apparence semblable à une sterne du genre Sterna, mais dont les habitudes alimentaires ressemblent davantage à celles des guifettes, comme la Guifette noire ou la Guifette leucoptère.
Contrairement aux autres sternes, la Sterne à longues pattes ne plonge normalement pas pour pêcher et son régime alimentaire est plus varié. Elle se nourrit en grande partie d'insectes capturés en vol et chasse aussi souvent au-dessus des prairies humides et même dans les zones broussailleuses pour capturer des amphibiens et des petits mammifères. C'est également une espèce opportuniste qui a été observée à se nourrir de libellules mortes sur la route. 

## Classification
Le nom valide complet (avec auteur) de ce taxon est Gelochelidon macrotarsa (Gould, 1837).
L'espèce a été initialement classée dans le genre Sterna sous le protonyme Sterna macrotarsa Gould, 1837,. Elle a été décrite par John Gould à partir d'un spécimen conservé au King's College de Londres.
Elle a été un temps considérée comme une sous-espèce de la Sterne hansel, sous le taxon Sterna nilotica macrotarsa.
Ce taxon porte en français le nom vernaculaire ou normalisé suivant : Sterne à longues pattes.
Gelochelidon macrotarsa a pour synonymes :
- Gelochelidon nilotica cloatesi Mathews, 1924
- Gelochelidon nilotica macrotarsa (Gould, 1837)
- Gelochelidon nilotica normani Mathews, 1915
- Sterna macrotarsa Gould, 1837
- Sterna nilotica macrotarsa Gould, 1837

### Étymologie
L'épithète spécifique, macrotarsa, dérive du grec ancien μακρός, makrós, « grand, long », et ταρσός, tarsós, « cheville ».

### Publication originale
- John Gould, « Characters of New Species of Australian Birds », Proceedings of the Zoological Society of London, vol. 5,‎ 1837, p. 24-35 (lire en ligne)